# Dysstroma singularia
Dysstroma singularia là một loài bướm đêm trong họ Geometridae.